# Cumbitara
Cumbitara là một khu tự quản thuộc tỉnh Nariño, Colombia. Thủ phủ của khu tự quản Cumbitara đóng tại Cumbitara Khu tự quản Cumbitara có diện tích 280 ki lô mét vuông. Đến thời điểm ngày 28 tháng 5 năm 2005, khu tự quản Cumbitara có dân số 5876 người.